# Ichoria multigutta
Ichoria multigutta är en fjärilsart som beskrevs av William Schaus 1884. Ichoria multigutta ingår i släktet Ichoria och familjen björnspinnare. Inga underarter finns listade i Catalogue of Life.